# ورزشگاه شاه‌قدم
ورزشگاه شاه‌قدم (انگلیسی: Şagadam Stadium) یک ورزشگاه در شهر ترکمن‌باشی کشور ترکمنستان است. این ورزشگاه هم‌اکنون میزبان بازی‌های باشگاه فوتبال شاه‌قدم ترکمن‌باشی در لیگ برتر ترکمنستان است و گنجایش ۱۵۰۰ نفری دارد.

## تاریخچه
این ورزشگاه میزبان فینال جام ترکمنستان سال ۲۰۰۶ و جام ترکمنستان ۲۰۲۱ بود.